# Arlequin (rose)
Pour les articles homonymes, voir Arlequin (homonymie).
‘Arlequin’ est un cultivar de rosier grimpant obtenu en Allemagne en 1986 par la maison Kordes.

## Description

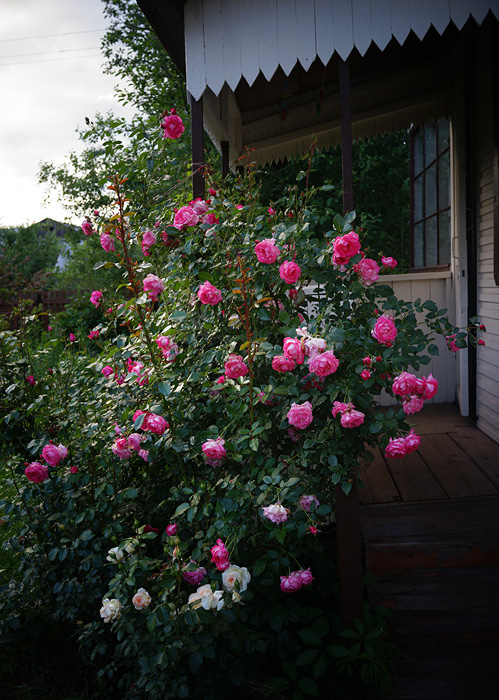
Rose ‘Arlequin’, en Russie dans l'oblast de Vladimir.

Ce rosier grimpant peut s'élever à 365 cm ou à 300 cm dans des zones plus continentales pour une largeur de 120 cm. Son feuillage est dense et vert sombre. Ses fleurs sont assez grosses (8.9 cm de diamètre voire plus), de 26 à 40 pétales, en forme de coupe fleurissant en solitaire ou bouquets de cinq. Le coloris est original : bicolore : crème avec des fonds rose-rouge et plus pâle au fur et à mesure,.
Ses roses sont légèrement parfumées,. Elles fleurissent toute la saison.
Ce cultivar est résistant au froid à - 23° et même plus froid encore (4b). Il est nécessaire de le tailler tous les trois ans avant le printemps.

## Liens
- (ru) Rosa ‘Harlekin’ sur le site websad.ru
- (en) Rosa ‘Harlekin’ sur le site HelpMeFind.com
- (en) Rosa ‘Harlekin’ sur le site Kordes rosen